# Хвощова (річка)
Хвощова (або Руда) — річка в Україні, у Дмитрівській громаді Ніженського району Чернігівської області. Права притока Ромену (басейн Дніпра).

## Опис
Довжина річки 21 км, похил річки — 0,81 м/км. Площа басейну 229 км². Притоки - безіменні потічки. 

## Розташування
Бере початок у Кропивному. Уся довжина річища маловодне і пересихає; середня течія та ділянка біля гирла випрямлена у канал (каналізована). У витоків існує каскад ставків, насамперед у селі Кропивне. Долина заболочена, зайнята прибережно-водною рослинністю, вогнищами зайнята кущами. При повороті річки на південний схід (з боку Рубанки), до неї прилягають водно-болотяні угіддя, куди впадає система каналів (біля села Терешиха).
Спочатку тече на північний захід і проти Рубанки різко повертає на південний схід. Далі тече через Щучу Греблю і за селом повертає на північний схід. Південніше міста Дмитрівка, у межах колишнього Талалаївського району та його села Рябухи, впадає в річку Ромен на 54 км від її устя (права притока Сули. На деяких ділянках пересихає.
Річку перетинають залізнична лінія Бахмач—Ромодан і автомобільна дорога Т 2515.

## Населені пункти на річці
- Кропивне
- Нове (не існує)
- місто Дмитрівка